# السهريج
قرية السهريج هي إحدى القرى التابعة لمركز منفلوط في محافظة أسيوط في جمهورية مصر العربية. حسب إحصاءات سنة 2006، بلغ إجمالي السكان في السهريج 4115 نسمة، منهم 2085 رجل و2030 امرأة.